# Chalestra podaresalis
Chalestra podaresalis is een vlinder uit de familie spinneruilen (Erebidae). De wetenschappelijke naam is voor het eerst geldig gepubliceerd in 1859 door Francis Walker.
De soort komt voor in tropisch Afrika.